# Niarna
Niarna war ein grönländisches Geisterwort, das vom 18. bis zum 19. Jahrhundert rund 150 Jahre lang genutzt wurde.

## Entstehung
Das Wort erschien erstmals Ende des 17. Jahrhunderts in einer grönländisch-lateinischen Wörterliste, die der dänische Arzt Thomas Bartholin 1673 herausgab. Es erscheint hier in der Schreibweise Niangna mit der Bedeutungsangabe Frater vel Filius („Bruder oder Sohn“). Ebenso wurde es von dem dänischen Historiker Peder Hansen Resen in seiner als Manuskript überlieferten grönländisch-deutschen Wörterliste übernommen, wobei er sich bei gleicher Schreibweise auf die Bedeutung Sohn beschränkte. Resens Wörterliste enthielt wie die übrigen grönländischen Wörterlisten des 17. Jahrhunderts zahlreiche Wörter, die aufgrund von Verständnisproblemen bis zur Unkenntlichkeit entstellt waren. Es ist somit davon auszugehen, dass auch niarna kein tatsächlich existierendes Wort war, sondern lediglich die entstellte Schreibung von ernera („sein Sohn“).

## Verbreitung
Nach der Kolonisierung Grönlands nutzte der norwegische Missionar Hans Egede diese Wörterlisten als Grundlage für seine eigenen Sprachlernversuche, Wörterbücher und Übersetzungen, wobei er in seiner 1722 verfassten Wörterliste das Wort Niánga mit der Bedeutung En Sön („ein Sohn“) angab. In seiner zweiten Wörterliste von 1725 nutzte er Gudip Niánga für Guds Sön („Gottes Sohn“) und sowohl Nianga als auch Ernerá für Sön („Sohn“), womit er sich offenbar der korrekten Form bewusst war, sie aber nicht mit der anderen in einen Zusammenhang setzen konnte. Hans Egede nutzte das Wort regelmäßig in seinen Übersetzungen von religiösen Texten und somit vermutlich auch in den Gottesdiensten, die er der grönländischen Bevölkerung hielt.
Vermutlich wegen der Vielzahl von Fremdwörtern (wie biblischen Namen oder komplexen Konzepten, für die er keine Übersetzung finden konnte (wie Sünde)), gingen die Grönländer offenbar davon aus, dass es sich um einen weiteren solchen Fachterminus handelte, sodass sie es akzeptierten und wahrscheinlich sogar selbst benutzten, wie ein Gedicht zeigt, das Friderich Christian, dem ersten 1725 von Hans Egede getauften Grönländer, zugeschrieben wird. Hier wird es für den Sohn des dänischen Königs verwendet, was darauf schließen lässt, dass die Grönländer den niarna semantisch dadurch vom ernera trennten, indem ersterer den Sohn einer besonders ehrenwerten Person wie Gott oder dem König bezeichnete.
Auch Hans Egedes Kollege Albert Top und sein Sohn Poul Egede verwendeten das mittlerweile in der Schreibweise niarna gefestigte Wort, das grammatikalisch korrekt als possessive Flexionsform des unbelegten und eigentlich ebenso inexistenten *nianeq verstanden werden kann, in ihren Wörterbüchern und in der ersten 1744 herausgegebenen grönländischen Bibelübersetzung. Auch in der 1794 von Otto Fabricius herausgegebenen Übersetzung des Neuen Testaments erschien das Wort.

## Verschwinden
Erst Konrad Kleinschmidt ersetzte es in seiner 1822 erschienenen Übersetzung durch das richtige ernera. Dennoch nutzte der Missionar Peder Kragh, der ein großer Anhänger der traditionellen von der Familie Egede begründeten grönländischen Rechtschreibung und ein Gegner der von Konrad Kleinschmidts Sohn Samuel Kleinschmidt 1851 standardisierten Rechtschreibung war, das Wort noch in den 1860er Jahren in einigen Artikeln in der Atuagagdliutit.
1928 schrieb der Missionar Christian Wilhelm Schultz-Lorentzen über das Wort niarna „det kendes ikke mere“ („das kennt man nicht mehr“), und dass das Wort niarna „constantly occurs in the oldest Bible translation“ („konstant in der ältesten Bibelübersetzung vorkommt“), aber „has now entirely disappeared“ („jetzt komplett verschwunden ist“), wobei er es in eine Reihe mit anderen grönländischen Erbwörtern stellte, die aus kulturellen Gründen nicht mehr genutzt wurden.